# Hanser Meoque
Hanser Lenier Meoque Lugoñes (ur. 24 października 1987) – kubański zapaśnik w stylu klasycznym. Olimpijczyk z Londynu 2012, gdzie zajął dziewiętnaste miejsce w kategorii 60 kg.
25. miejsce na mistrzostwach świata w 2009. Trzeci na igrzyskach panamerykańskich w 2011. Złoto mistrzostw panamerykańskich w 2011. Ósmy w Pucharze Świata w 2011 roku.